# NGC 7633
NGC 7633 é uma galáxia espiral barrada (SB0-a) localizada na direcção da constelação de Indus. Possui uma declinação de -67° 39' 13" e uma ascensão recta de 23 horas, 23 minutos e 03,1 segundos.
A galáxia NGC 7633 foi descoberta em 2 de Novembro de 1834 por John Herschel.